# SAMR-Modell
Das SAMR-Modell ist ein von Ruben Puentedura im Jahr 2006 entwickeltes Modell mit dem die Nutzung von digitalen Technologien und Medien im Unterricht beschreiben und kategorisieren werden kann. Die Buchstaben SAMR sind ein Akronym und stehen für vier Stufen der Nutzung von digitalen Technologien und Medien: Ersetzung – Erweiterung – Änderung – Neubelegung (englisch Substitution, Augmentation, Modification, Redefinition). Dieses Modell versucht, den Grad der technologischen Nutzung in Lehr- und Lernprozessen auf vier hierarchisch angeordnete Stufen zu beschreiben, die von Verbesserung bis Umgestaltung reichen.

## Beschreibung

Das SAMR-Modell

Das SAMR-Modell ist ein vierstufiger Ansatz zur Auswahl, Nutzung und Bewertung von Technologie in der Bildung. Dieses Modell zeigt in vier Stufen, in welcher Weise und in welchem Ausmaß digitale Medien im Unterricht den Lehr- und Lernprozess bereichern (Verbesserung: Stufe S und A) bzw. verändern (Umgestaltung: Stufe M und R).
Die Nutzung digitaler Technologien und Medien in der Bildung für Lernaktivitäten wie Aufgaben, Arbeiten etc. können jeweils in die vier Stufen des SAMR-Modells eingeordnet werden.

### Ersetzung (Substitution)
Die ersten zwei Stufen Ersetzung und Erweiterung sind dem Bereich „Verbesserung“ zugeordnet. Auf der Stufe Ersetzung wird analoge durch digitale Technologie ersetzt, was jedoch zu keiner funktionalen Veränderung führt. Dies ist die niedrigste Stufe der Technologienutzung im Unterricht, hier wird bspw. ein analoges Arbeitsblatt durch ein digitales Dokument (z. B. eine PDF) ersetzt. Oder die Lernenden schreiben in Word oder Google Docs anstatt von Hand.

### Erweiterung (Augmentation)
Auf nächsten Stufe, der Erweiterung, wird immer noch Analoges durch digitale Technologie ersetzt, wobei hier aber die Funktion des Analogen durch die digitale Technologie verbessert wird. Anstelle im Unterricht gemeinsam zu lesen haben bspw. die Lernenden ein eigenes digitales Endgerät, womit sie selbstständig lesen oder sich den Text auch anhören können. Weitere Beispiele sind, dass auf digitalen Arbeitsblättern gibt es QR-Codes, die die Lernenden zu weiterführenden Inhalten oder Hilfen führen oder Multimedia-Inhalte verlinkt oder eingebettet werden.

### Änderung (Modification)
Die nächsten zwei Stufen Änderung und Neubelegung sind dem Bereich „Umgestaltung“ zugeordnet. Auf der dritten Stufe Änderung bringt die Integration von Technologie eine erhebliche Neugestaltung von Lernaufgaben. Beispiele hierzu sind interaktive Lernaufgaben mit Feedback zu den Antworten der Lernenden oder auch die Integration von Tabellenkalkulationen oder das Nutzen von interaktiven Computersimulationen zur Ausbereitung von Licht.

### Neubelegung (Redefinition)
Die Stufe der Neubelegung wird schließlich erreicht, wenn Technologie zur Schaffung neuartiger Aufgaben eingesetzt wird. Anstelle eine Argumentation zu schreiben, können die Lernenden ihre Argumente in individuell erstellten und bearbeiteten Videos zu präsentieren. Auf dieser Stufe sind Lernaufgaben, in denen die Lernenden bspw. Podcasts, Videos, Stop-Motion Animationen erstellen. Ebenfalls kann das Unterrichtskonzept des „Flipped Classroom“ dieser Stufe zugeordnet werden.

## Beziehungen zu anderen Modellen

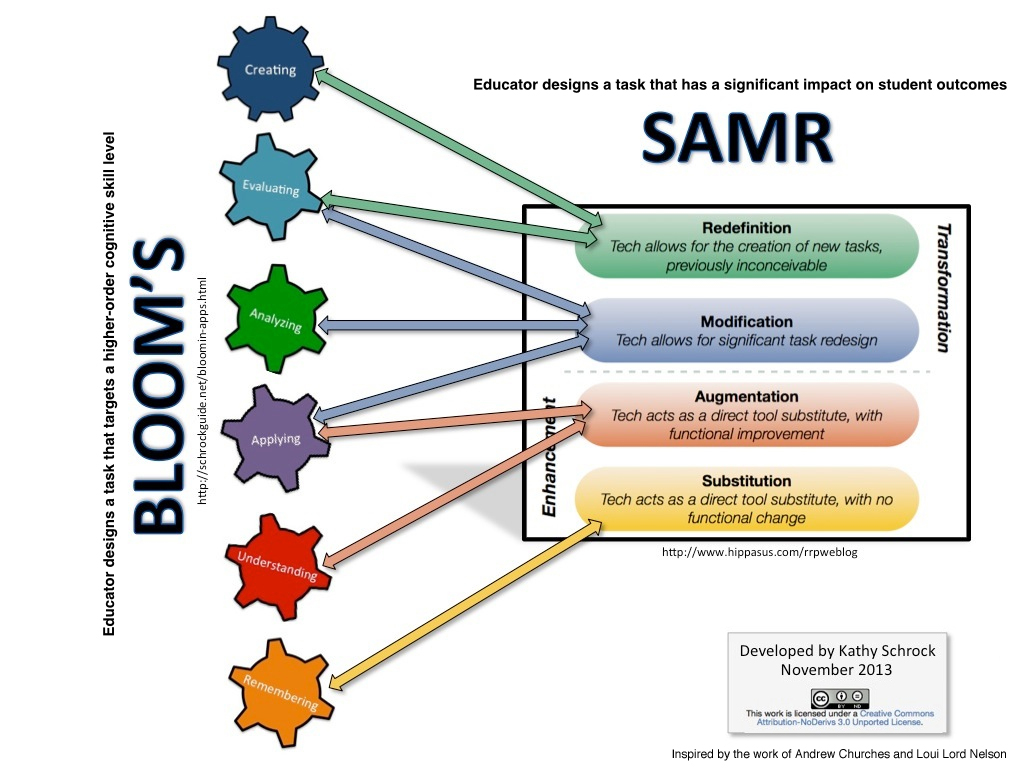
SAMR-Modell in Beziehung mit den Bloom Taxonomiestufen

Das Modell kann auf Blooms Taxonomiestufen angewandt werden. Dies ist ein Klassifikationssystem für Lernziele und wird in sechs kognitiven Stufen eingeteilt.

Situation der Stufe Änderung mit vier Lernaktivitäten unterteilt nach dem ICAP-Modell

Das Modell kann ebenfalls auf das ICAP-Modell angewendet werden. Dieses beschreibt Lernaktivitäten in vier verschiedenen Arten und Weisen Passiv, Aktiv, Konstruktiv, Interaktiv.
Das Modell wurde zusammen mit den vier Phasen des Unterrichtskonzept Chemie im Kontext verwendet.

## Kritik
Trotz seiner zunehmenden Beliebtheit gibt es in der Fachliteratur noch keine theoretische Erklärung des SAMR-Modells. Hamilton und Kollegen kritisiert das Modell u. a., weil der Kontext, in dem die jeweilige Technologie genutzt wird, nicht ausreichend berücksichtigt. Weitere Kritikpunkte an diesem Modell sind, dass es eine hierarchische Struktur vorgibt und die Einkategorisierung nicht eindeutig ist, sprich: sie ist in der Interpretation offen. In verschiedenen Studien hat sich gezeigt, dass ähnliche digitale Nutzungen unterschiedlichen Stufen zugeordnet wurden. Die hierarchische Darstellung von SAMR, so die Kritik, räumt der Umgestaltung Vorrang vor der Verbesserung ein und betont, dass die Neudefinition am besten ist.